# Ministerie van Onderwijs (België)
Het Ministerie van Onderwijs was een Belgisch ministerie van 1878 tot 1884 en van 1907 tot en met 1988.

## Geschiedenis

### Voorgeschiedenis
Vanaf de Belgische onafhankelijkheid in 1830 en tot 1878 kwamen de bevoegdheden inzake onderwijs, wetenschappen, letteren en schone kunsten toe aan het Ministerie van Binnenlandse Zaken.

### Ministerie van Openbaar onderwijs (1878-1884)
Het ministerie werd opgericht als zevende Belgische ministerie onder de benaming Ministerie van Openbaar Onderwijs op 18 juni 1878, toen de liberale regering-Frère-Orban II aan de macht kwam.

### Ministerie van Binnenlandse Zaken (1884-1907)
In juni 1884, toen door de oplaaiende schoolstrijd de katholieke regering-Malou na de verkiezingen van 1884 de liberale regering opvolgde, werd het ministerie opgeheven en ondergebracht bij het Ministerie van Binnenlandse Zaken. 

### Ministerie van Kunsten en Wetenschappen (1907-1932)
Toen de regering-De Trooz aantrad richtte het bij koninklijk besluit van 2 mei 1907 het Ministerie van Kunsten en Wetenschappen op, met Édouard Descamps als minister. De katholieke regering vermeed de benaming Onderwijs. 

### Ministerie van Openbaar onderwijs (1932-1960)
Een eigen Ministerie van Openbaar onderwijs kwam er met het Koninklijk besluit van 17 december 1932 van de regering-De Broqueville IV, met Maurice Lippens als minister. Toch kreeg het ministerie pas vanaf het besluit van de Regent van 8 januari 1946 volwaardige bevoegdheden. Het technisch onderwijs, landbouwonderwijs en andere specifieke opleidingstypes waren tot dan elders gebleven: ofwel bij Binnenlandse zaken, ofwel bij “technische” ministeries zoals Landbouw, Industrie en Arbeid, en ten slotte ook Economische zaken. Zelfs na 1946 bleef de scholenbouw onder het Openbare Werken.

### Ministerie van Nationale opvoeding en Cultuur (1960-1988)
In 1960 kwam het culturele luik erbij, en werd de naam veranderd in “Ministerie van Nationale opvoeding en Cultuur”. Parallel werden ook de eerste stappen gezet naar een taalgebonden opdeling van het departement, die met het K.B. van 25 september 1969 leidde tot de splitsing in een Ministerie van Nationale opvoeding en Nederlandse cultuur en een Ministère de l’Education nationale et de la Culture française, met elk een eigen minister: Piet Vermeylen aan Nederlandstalige, en Abel Dubois aan Franstalige kant. 
Bij de tweede staatshervorming van 1980 ten slotte kwam het kunstonderwijs met de gehele cultuurbegroting terecht bij de gemeenschappen. 

### Gemeenschapsbevoegdheid (1989-heden)
Bij de derde staatshervorming van 1988 werd met ingang van 16 januari 1989 het onderwijs overgeheveld naar de drie gemeenschappen: 
- de Vlaamse gemeenschap (Vlaanderen en Nederlandstalig Brussel): Onderwijs in Vlaanderen;
- de Franse Gemeenschap (Fédération Wallonie-Bruxelles, Wallonië en Franstalig Brussel)
- de Duitstalige Gemeenschap (Deutschsprachige Gemeinschaft).

### Federale bevoegdheden
De grondwetsherziening van 1988 behield slechts drie bevoegdheden op het federaal niveau: 
- het vastleggen van de leerplicht
- de minimumvoorwaarden voor diploma’s
- het pensioenstelsel van het personeel.

## Schoolstrijd en Schoolpact (1878-1958)
De schoolstrijd in België is de historische strijd tussen het rijksonderwijs (onderwijs ingericht door de staat, provincies en gemeenten) en het katholieke onderwijs. De tegenstelling liep parallel met de politieke strijd tussen de katholieke partij enerzijds, en de liberale en socialistische partij anderzijds. De schoolstrijd kwam tot rust met het Schoolpact van 1958. 